# Lo que tiene el otro
Lo que tiene el otro es una coproducción cinematográfica entre España y Venezuela, dirigida por Miguel Perelló.
Fue rodada entre el 6 de noviembre de 2006 y el 16 de diciembre del mismo año, en Caracas, Venezuela y Valencia, España.
La película está protagonizada por Alejo Sauras, Nani Jiménez, Imanol Arias, Ximo Solano, Juli Mira, acompañados por actores venezolanos como Ana María Simon, Héctor Manrique, Maria Luisa Flores y la actuación especial del actor Colombiano Rafael Uribe Ochoa en el personaje de "MARIO". En el equipo técnico, Mario de Benito tuvo a su cargo la banda sonora, Alejandro Wiedemann la dirección de fotografía y Matías Tikas la artística. Es una producción de Cinema Sur (Venezuela) en coproducción con Indigomedia (España).
Su estreno en Venezuela fue el 15 de agosto de 2008.

## Sinopsis
Irene (Ana Mº Simons), una actriz de culebrones, hastiada a pesar de la fama que le han reportado las exitosas series de televisión, ve cómo la relación con su marido Javier se deteriora. Dos hermanos, Lucio (Alejo Sauras) y Andrés (Ximo Solano), enfrentados por el amor de Ana (Nani Jiménez), vuelven a encontrarse y tendrán que resolver sus diferencias. Un reconocido director de series de televisión, Nicolás (Héctor Manrique), insatisfecho por una relación frívola y superficial con Karina, (Marisa Román). Una mujer divorciada y luchadora, Laura (Andreína Blanco), enamorada en silencio, saca adelante a su hijo. Un idealista propietario de una librería en Caracas cuyo sueño es montar una editorial, Javier (Héctor Palma), asiste al fin de su matrimonio con Irene y al comienzo de una nueva vida apoyado por sus socios y amigos, Martín (Roque Valero), dueño de una imprenta, al que manipula y controla su mujer y Sergio (César Manzano), un escritor y un amigo.
Alrededor de estos personajes conoceremos también las vidas de Pablo (Jean Paul Leroux), ayudante de dirección que trabaja con Nicolás; de Mario (Rafael Uribe), al lado siempre de Irene, el sensible amigo homosexual de toda diva que se precie; o de Pepe (Juli Mira), el abuelo de Lucio y Andrés que regenta una taberna en Valencia
Varios y muy diferentes personajes interrelacionados en un largo viaje interior en busca de respuestas que les llevarán hasta lo que siente y tiene el otro. Entre Valencia, al este de España, y Caracas, deciden cambiar algo de sus vidas. En sus particulares circunstancias, cada uno tomará un camino, a veces casi por casualidad, para cambiar un presente que no les hace feliz y alcanzar, a veces pagando un precio, su sueño.
Un solo día puede cambiarlo todo.